# Хуан Сяоминь
Хуа́н Сяоми́нь (кит. упр. 黄晓敏, пиньинь Huáng Xiǎomǐn, р. 14 апреля 1970) — китайская спортсменка, олимпийский призёр по плаванию.

## Биография
Хуан Сяоминь родилась в 1970 году в Цицикаре. С 9 лет стала заниматься плаванием, в 1983 году приняла участие в первых крупных соревнованиях — 5-й Спартакиаде народов КНР, где стала третьей на дистанции 200 м брассом, в 1986 году участвовала в Азиатских играх в Сеуле, в 1987 году завоевала серебряную и бронзовую медали Чемпионата Тихоокеанского региона в Брисбене. На Олимпийских играх 1988 года в Сеуле она стала обладательницей серебряной медали на дистанции 200 м брассом. В 1990 году она завоевала золотую медаль Азиатских игр в Пекине, в 1994 году завершила спортивную карьеру.
В 1999 году Хуан Сяоминь вышла замуж за гражданина Республики Корея и, сменив гражданство, переехала на местожительство в Инчхон.